# 新世紀エヴァンゲリオン 2nd Impression
『新世紀エヴァンゲリオン 2nd Impression』（しんせいきエヴァンゲリオン セカンドインプレッション）は、テレビアニメ『新世紀エヴァンゲリオン』を原作としたセガのアドベンチャーゲーム。

## 概要
前作『新世紀エヴァンゲリオン』から約1年後に発売された続編。本作品の発売にあわせ、前作もパッケージをリニューアルした廉価版として1997年2月14日に再発売された。アニメーション制作は葦プロダクションが担当。
戦闘におけるエヴァンゲリオンの描写はアニメーションではなくフルポリゴンで、各武器に対応したアクションやムービーを見ることができる。
また前作にも存在した、シナリオをムービーとして鑑賞・保存するモードや、一定要素をクリアすることで遊べる15パズルモード、カラオケ、第九話でのユニゾン特訓を再現したミニゲームなどがある。

## ストーリー
第11使徒までを殲滅した時期（第拾伍話と第拾六話の間）に、転校生として山岸マユミが編入したことと、新たなる使徒の襲来、そして文化発表会が近づく学園などが描かれている。
内向的だが自分にできることを模索するシンジや、夕暮れの電車内を模した空間による心理描写、ルート毎で微妙にすれ違っていく人間関係など、原作の雰囲気に近づけている。
前作よりもさらにギャルゲーとしての要素が強くなり、山岸マユミ、アスカ、レイなどをそれぞれ中心にした展開や、ケンスケやトウジらの地球防衛バンドの活動などが主なシナリオとなる。
また使徒の能力もシナリオの展開によって能力や体色などが変化する。

## 登場人物
基本的にはアニメ本編での設定を反映している。ここではゲーム本編での特色を紹介する。また冬月コウゾウは登場していない。
碇シンジ
声 - 緒方恵美
プレイヤーは彼の視点で物語をプレイしていくこととなる。前作のように記憶喪失などにはなっていないので奇抜な行動はしないのだが、それでも特定の人物のみを気にしたり、「自分に自信を持ちたい」と前向きな自嘲をしている。地球防衛バンドが活躍するシナリオでは彼にボーカルの選任が一任されてしまう。
惣流・アスカ・ラングレー
声 - 宮村優子
冒頭でいきなりシンジに対して長々と説教したり、学校でも厳しい態度を取ったりとかなり口やかましい。だが彼女が気に入るような態度を取っていると、一転特別目をかけているような素振りを見せたり、戦闘で助けに来たりとツンデレな部分が強調されている。また地球防衛バンドのボーカルを務めるシナリオもあり、そこではゲームオリジナル曲「Get it on !」を披露する。
シナリオによってはマユミ、またはレイと仲良くなるシンジに嫉妬するところどあまり見られない姿を見ることができる。
綾波レイ
声 - 林原めぐみ
基本的にNERV本部での警戒待機任務に就いており、常にプラグスーツを身につけている。よって戦闘やNERV本部内での出番が主で、学園での出番や学生服のシーンは少ない。無愛想とも取れる態度は相変わらずだが、エンディングではなんらかの心理的変化が見て取れる。
山岸マユミ
声 - 氷上恭子
ゲームオリジナルキャラクター。黒髪ストレートロングヘアーで遠視用メガネをかけている。国連職員である養父の転勤に伴ってシンジたちの通う第壱中学校2年A組に転入してきた転校生。本が好きで内向的な性格であり、同じく内向的なシンジに惹かれていく。性格は意図してシンジに似せてあり、口元の黒子や髪型などは洞木ヒカリの声優である岩男潤子の当時の外見がモデルとなっている。
ゲームでたどるルートによっては、学園祭でシンジ、トウジ、ケンスケに誘われ、彼らの組む「地球防衛バンド」にボーカルとして参加し、ゲームオリジナル曲「君が、君に生まれた理由」を披露する。
シナリオによっては使徒と深い関わりがあるとされ、彼女の心理描写などもあるが、ルートによっては関わらなかったりもする。
名前の由来は、小説『愛と幻想のファシズム』の登場人物、山岸良治から。
葛城ミサト
声 - 三石琴乃
彼女もNERV本部での警戒待機任務に就いているが、冒頭では自宅で朝からビールというズボラな一面も見せている。戦闘指揮やNERV本部内でしか出番がないが、シンジに自身の恋愛観を語るシーンは長く尺が取られている。
鈴原トウジ
声 - 関智一
「地球防衛バンド再びやな!!」と気勢を上げているように、主に学園でのバンド活動が主な出番。当初ボーカルを希望していたが、相田ケンスケに一蹴されてエレキギターを担当することに。
相田ケンスケ
声 - 岩永哲哉
トウジと同じくバンド活動が主な出番だが、楽器などの分担は不明。常にカメラで撮影をしていたり、トウジにアンプの電源を注意したりするシーンがあるので機材担当なのかもしれない。
洞木ヒカリ
声 - 岩男潤子
前作では地球防衛バンドのボーカルを務めていた彼女だが、今回は断ってしまい出番は少ない。学園ではアスカと一緒にいたり、エンディングで日常が戻ってきたことに達観したようなセリフを呟いていたりしている。
赤木リツコ
声 - 山口由里子
レイ、ミサトと同じくNERV本部内でしか出番がない。戦闘での分析が主な役割だが、シンジとの会話シーンでは使徒やエヴァに対して質問するシンジに対して、抽象的な表現で煙に巻いている。
青葉シゲル
声 - 子安武人
戦闘でのオペレーターを担当しているが、シナリオによってはミサトに頼まれてバンドのエレキギターの教習をしに来る。
伊吹マヤ
声 - 長沢美樹
戦闘でのオペレーター担当が主。シナリオによってはシンジが地球防衛バンドのボーカルを彼女に頼みに行くが、断られてしまう。
日向マコト
声 - 結城比呂
戦闘でのオペレーターが主な出番。同僚二人と違いシナリオに絡むことが少ない。
加持リョウジ
声 - 山寺宏一
冒頭で碇ゲンドウとの会話があり、本編でもミサトにエレベーター内でちょっかいを出していたりとNERV本部内でなにがしかをしている。彼の語る「イレギュラー」が今回出現する使徒を暗示している。
碇ゲンドウ
声 - 立木文彦
シンジの父親。冒頭での加持との会話のほか、エレベーターでシンジと鉢合わせになり、睨み合うシーンがある。

## マルチシナリオ
前作と同じように選択肢や戦闘での結果で物語と使徒の能力は大きく分岐する。大別すると4種類に分けられる。

### 転校生・マユミ編
転校生である山岸マユミを中心に展開。主に中盤で地球防衛バンドに参加して歌の練習やマユミとシンジの触れあいが描かれる。地球防衛バンドのボーカルをするシナリオでは、青葉シゲルがトウジにエレキギターのテクを伝授しに来るシーンがある。
シナリオによっては彼女の胎内に使徒のコアが宿ることになり、それがゆえに他人（シンジ）に迷惑をかけたことを悲観して飛び降り自殺しようとした彼女をシンジが初号機で救出、使徒殲滅後に再び彼女は転校して去ってしまう内容になる。
好感度が最大だと別れ際に眼鏡を外し素顔を見せるシーンがあるがこれは『スタートレック2 カーンの逆襲』のカーク船長の行動が元になっている。
使徒の能力：コアの移し替えによる不死

### アスカ編
弐号機のパイロットであるアスカを中心に展開する。主に地球防衛バンドのボーカルとして活躍するシナリオと、地球防衛バンドに対抗して手作りお菓子を発表しようとするシナリオに分かれる。基本的に好感度が低いとバンドのボーカルにはならないのだが、NERV本部で加持リョウジと会っていると態度を一変させて引き受ける。
原作第拾話のようにシナリオの中で起こった出来事を利用して使徒を殲滅したり、表面上はシンジに冷たくしていてもピンチの時には駆けつけたりと、原作前半での明るい描写が目立つ。
エンディングではアスカはシンジの武勇伝を雄々しく語りつつも、心は加持に向いているという話をしており、ダシにされたシンジは腑に落ちない顔をしている様がコミカルに描かれている。
使徒の能力：A.T.フィールドの刃

### レイ編
零号機のパイロットであるレイを中心に展開する。3周目のプレイからNERV本部に行けるようになり、待機任務に就いているレイとのコミュニケーションが可能になる。無感情なキャラであるレイとの触れあいの他、NERV本部にいるミサト、リツコなどとも会話ができる。
エンディングでは以前は昼食で飲み物しか摂っていなかったレイが、サンドイッチ（シンジと同じ物）を追加し、シンジと相席する。
使徒の能力：加粒子砲

### 地球防衛バンド編
マユミかアスカをボーカルにスカウトでき、さらにそれぞれのルートに進まない場合での展開や、スカウトが失敗し途方に暮れるシーンなどがある。スカウト相手には一時ヒカリも候補にあがるが結局は断られ、伊吹マヤに頼みに行くシーンがある（結局断られる）。
主にトウジとケンスケとのバンド活動がシナリオの軸である。
エンディングでは文化発表会も一段落し（展開によっては中止になる）アスカとシンジの口喧嘩がまた日常のように繰り返される様が描写される。
使徒の能力：エネルギー吸収

## アニメパートスタッフ
- 監督・演出・絵コンテ：村山靖
- 脚本：山口宏
- 作画監督：大塚健
- ゲストキャラクターデザイン：高木弘樹
- ゲスト使徒デザイン：前田真宏
- アニメーション制作：葦プロダクション

## オリジナル挿入歌

### Get it on! 〜Doppelgängerにくちづけを〜
- 歌：宮村優子 作詞：潮方夜詩香 作曲：白津順子 編曲：白津順子、佐々木章
- 演奏
  - E. Guitar：佐々木章、古賀友彌
  - Keyboard：大坪正
  - E. Bass：岡村浩平
  - Drums：臼井和義
  - Trumpet：佐久間勲、富山渡
  - T. Sax：野村潤
  - Chorus：小坂水澄

### 君が、君に生まれた理由
- 歌：氷上恭子 作詞：潮方夜詩香 作曲：白津順子 編曲：村崎弘史、佐々木章
- 演奏
  - E. Guitar：佐々木章、古賀友彌
  - Keyboard：大坪正
  - E. Bass：斉藤誠
  - Drums：城戸慎哉
  - Cello：近藤浩志
  - Chorus：小坂水澄

## 特典
2大特典として、作中で使用されたオリジナル挿入歌を収録したシングルCDとオリジナルカードが同梱された。

### シングルCD
1. Get it on! 〜Doppelgängerにくちづけを〜
2. 君が、君に生まれた理由
3. Get it on! 〜Doppelgängerにくちづけを〜（オリジナルカラオケ）
4. 君が、君に生まれた理由（オリジナルカラオケ）

### オリジナルカード
本作品にはカード3枚が同梱されていた。当時発売されていたトレーディングカードシリーズ、「カードダスマスターズ」の非売品レアカードという位置付けだった。
本作品の発売に合わせて発売された前作廉価版には別の3枚が付属し、前作と本作品を双方とも購入して応募することでさらに別の3枚が全員プレゼントされ、合計9種類の非売品カードが入手できるキャンペーンが行われていた。

## 関連書籍
- 『新世紀エヴァンゲリオン 2nd Impression バイブル』（ソフトバンククリエイティブ） - 1997年4月4日発売。

ゲーム攻略的な内容のほか、キャラクター紹介、氷上恭子インタビュー、開発スタッフインタビュー、SF翻訳家大森望と精神科医香山リカによるゲストトーク、挿入歌2曲のオリジナル楽譜、グッズ紹介などが収録されている。
- 『新世紀エヴァンゲリオン セガサターン パーフェクトガイド』（角川書店） - 1997年9月発売。

本作品のみでなく前作とも合わせての攻略本。シナリオ担当の山口宏へのインタビューがあり、非公式設定とも言えるマユミの生い立ちやデザインの元ネタなどが語られている。

## CD
- 『セガサターンヒストリー VOCAL コレクション 〜セガサターン発売10周年記念盤〜』（ウェーブマスター） - 2005年3月28日発売

本作品から「Get it on! 〜Doppelgängerにくちづけを〜」「Get it on! 〜Doppelgängerにくちづけを〜（オリジナルカラオケ）」と「君が、君に生まれた理由（わけ）」の3曲が収録されている。